# Танаина
Танаина или Денаина (на английски: Tanaina, Denaina), което означава народ на техния език, е северноамериканско индианско племе, което живее в района на залива Кук в южна Аляска, в областта между Селдовия и Чикалум и Талкитна, Лайм Вилидж и Педро Бей. Известни са и като „Кнаякхотана – хората от Кенай“.

## Подразделения
Говорят атабаски език с две основни разделения с по няколко диалекта. Традиционно племето е организирано в 3 основни общности или племена:
- Кенай
- Суситна – Илиамна
- Вътрещни танаина

## Култура
Близостта на океана им позволява да водят по-уседнал начин на живот от останалите северни племена. Традиционно се изхранват с улов на сьомга и други риби, която е приготвяна и съхранявана по много начини. Храната е допълвана с лов на мечки, планински овце и кози, лосове, карибу и дребен дивеч. От еленовите кожи си изработват дрехи, които са богато украсени с бродерия от бодли от морско свинче и черупки.
Зимните им постоянни селища се състоят от по няколко полуподземни дървени жилища, дълги от 3 до 30 м, покрити с треви, кал и сняг. През лятото използват временни колиби от клони покрити с кора или кожи. През зимата се придвижват с шейни и снегоходки, а по вода с каяци от кожа одобни на инуитските. Децата се раждат в специална отделна къща.
Селото е основната политическа единица. То се ръководи от един или повече водачи – обикновено най-богатите жители и техните роднини. Водачите се издигат благодарение на личните си качества и притежанието на богатство. Богатите мъже могат да имат повече от една жена и повече роби. Жените също имат сравнително висок престиж и също могат да се издигнат в обществото. Обществото им е организирано въз основа на родство и принадлежността към дадена класа. То се дели на две основни класи – богати хора (вождове и шамани) и обикновени хора. Робите винаги са пленници от други племена. Отделно от класовото разделение хората са организирани в две фратрии, едната с 5 клана, а втората с 6. Членството в клана се определя по майчина линия.
Преминаването на момичетата и момчетата в зряла възраст е съпроводено с провеждането на различни ритуали. За момчетата е важно да се сдобият с дух – пазител, който им се явява в лицето на някое животно като видение по време на пост и молитва. Момичетата живеят изолирано в продължение на година, през което време се учат на правилно поведение и на уменията необходими в живота.
Според вярванията им всичко в природата притежава дух. Почитат три вида същества – митологични, свръхестествени и такива, които си взаимодействат с хората. Посредници между хората и света на духовете са шаманите. Те могат да бъдат, както мъже така и жени. Мъртвите са кремирани, а имуществото им е или унищожавано или раздавано. Важни годишни церемонии са потлача и ритуала при пристигането на сьомгата.

## Население
В средата на 18 век танаина наброяват около 4500 души. През 1800 г. спадат до около 3000. През 1838 г. преживяват голяма епидемия от едра шарка. През 1990 г. са регистрирани едва 400 от тях.

## История
Пръв посещава региона Джеймс Кук през 1778 г. Руското установяване в Кодиак през 1784 г. води до важни промени в областта. Руският контрол като цяло е брутален. С утихване на насилието в началото на 19 век танаина са въвлечени активно в търговията с кожи. Получават огнестрелни оръжия през 1840 г., а през 1845 г. пристигат руски православни мисионери и изведнъж традиционният им начин на живот и икономика рухват. Заменени са с наемен труд и живота на белите.
Днес танаина живеят в няколко резервата в родината си и наброяват около 1400 души. Основни икономически дейности са стопанския риболов, консервната промишленост, строителството, въздушен транспорт и петролната индустрия.